# Concilie van Nablus

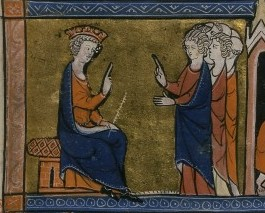
Koning Boudewijn II zit een raadsvergadering voor.

Het Concilie van Nablus was een concilie van wereldlijke en geestelijke heren van de kruisvaarderstaat Koninkrijk van Jeruzalem dat bijeen kwam op 16 januari 1120.

## Geschiedenis
Het concilie kwam in Nablus bijeen onder de leiding van koning Boudewijn II van Jeruzalem en patriarch Warmund van Picquigny. Bij de vergadering waren de hoogste geestelijken van het land aanwezig, waaronder de aartsbisschop van Caesarea, de bisschoppen van Nazareth, Bethlehem en Ramla en de priors van de Heilige Grafkerk en de Tempel van de Heer in Jeruzalem. Het doel van de vergadering was een aantal geschreven wetten op te stellen waarmee het relatief nieuwe koninkrijk geregeerd kon worden.
In totaal stelde het concilie 25 decreten op en deze hadden voornamelijk betrekking op de jurisdictie van de geestelijke en wereldlijke leiders. Zo werden er decreten opgesteld over zonden als overspel, bigamie, sodomie, prostitutie en seksuele relaties met moslims. Zo werd bijvoorbeeld besloten dat sodomieten op de brandstapel moesten eindigen. In het twintigste decreet van het concilie werd ook bepaald dat geestelijken de wapens mochten opnemen voor zelfverdediging, waarmee een belangrijke fundering werd gelegd voor de oprichting van Tempeliers.
Tevens besloten de aanwezigen om boodschappers naar Paus Calixtus II en de Venetiaanse doge Domenico Michiel te sturen met de vraag voor meer militaire hulp na het verlies van de Slag van Ager Sanguinis een jaar eerder.